# Alfonsas Vaišvila
Alfonsas Vaišvila (* 1. Oktober 1942 in Zbaras, bei Šiluva) ist ein litauischer Jurist, Professor für Rechtstheorie an der Mykolas-Romer-Universität.
1970 absolvierte Alfonsas Vaišvila ein Jurastudium an der Universität Vilnius und 1976 promovierte er nach Aspirantur in der Philosophie an der gleichen Universität.
Seit 1985 ist er als Dozent tätig. 2001 habilitierte Alfonsas Vaišvila im Bereich der Rechtsphilosophie. Später wurde ihm der Titel des Professors verliehen. Seit 2002 leitet Alfonsas Vaišvila den Lehrstuhl für Rechtsphilosophie an der Mykolas-Romer-Universität.